# Synagoga Holenderska w Antwerpii
Synagoga Holenderska w Antwerpii (fr. Synagogue Hollandaise d'Anvers) – synagoga znajdująca się w Antwerpii w Belgii, przy Bouwmeestersstraat 7. Jest największą synagogą w mieście i jedna z największych w kraju.
Synagoga została zbudowana w 1893 roku przez holenderskich Żydów, którzy przybyli do Antwerpii zaraz na początku XIX wieku. Jej projekt wykonał żydowski architekt Joseph Hertogs. Obecnie jest czynna tylko dwa razy w roku, a dokładnie w święto Rosz ha-Szana oraz Jom Kipur.
20 października 1981 roku palestyńscy terroryści z Czarnego Września zdetonowali bombę ukrytą w ciężarówce zaparkowanej w pobliżu synagogi. Do eksplozji bomby doszło podczas uroczystości religijnych odbywających się na ulicy. Zginęły 4 osoby, a 95 zostało rannych.
Do kolejnego zamachu doszło 11 listopada 1986 roku, kiedy to islamscy terroryści zdetonowali bombę podłożoną przed wejściem do synagogi. Nikt nie zginął.